# 千歳 (和菓子)
千歳（ちとせ）は、石川県の銘菓。小豆餡を求肥で包み紅白の和三盆をまぶしたもので、祝い菓子として用いられる。おそらく江戸時代中期ころ、金沢の和菓子屋森八が創作したとされる。当初は紅白の求肥で餡を包み四角く切って作られており、その形が押し寿司に似ていたことから千歳鮨とも呼ばれた。幕末頃、14代目の森下八左衛門が餡に飴を加え、求肥を富士山型にくるむ形に改良、また江戸では別に紅白の新びき粉をまぶす改良が行われ江戸風の千歳が作りだされた。